# ZMapp
ZMapp è un farmaco biotecnologico sperimentale costituito da tre anticorpi monoclonali chimerizzati, in fase di sviluppo come trattamento per la malattia da virus Ebola. È stato utilizzato per la prima volta negli esseri umani nel corso dell'epidemia di febbre emorragica di Ebola in Africa occidentale del 2014.

## Composizione chimica
Il farmaco è composto da tre anticorpi monoclonali, in principio ottenuti da topi infettati con il virus Ebola e in seguito chimerizzati per l'uomo usando le regioni costanti degli anticorpi umani. Nello specifico gli anticorpi monoclonali del cocktail ZMapp sono:
1. c13C6, proveniente da un cocktail di antigeni pre-esistente denominato "MB-003";
2. c2G4
3. c4G7, proveniente insieme a c2G7 da un cocktail di antigeni denominato "ZMab".

## Meccanismo di azione
La somministrazione di questo cocktail conferisce all'individuo un'immunità passiva tale da migliorare la risposta immunitaria in seguito ad infezione dal virus Ebola. Il meccanismo d'azione è pertanto simile alla terapia degli anticorpi intravena utilizzati per la risoluzione di patologie infettive: gli anticorpi somministrati riconoscono il virus e distruggono i meccanismi che gli consentono di aggredire la cellula ospite, neutralizzandolo.

## Produttori di ZMapp
Due componenti del cocktail ZMapp vennero originariamente sviluppati in Canada, dal laboratorio nazionale di microbiologia NML (Public Health Agency of Canada's National Microbiology Laboratory); il restante venne invece creato dall'istituto americano "U.S. Army Medical Research Institute of Infectious Diseases".
ZMapp venne in seguito ottimizzato dal responsabile principale di NML, Gary Kobinger e in secondo luogo da Leaf Biopharmaceutical (LeafBio, Inc.), il ramo principale di Mapp Biopharmaceutical.